# تدريب الدماغ
تدريب الدماغ (يُطلق عليه أيضًا التدريب المعرفي) هو برنامج للأنشطة العقلية الاعتيادية التي تهدف إلى تحسين أو الحفاظ على القدرات الإدراكية للفرد، والتي تعكس كذلك الفرضية القائلة بأن القدرات المعرفية يمكن الحفاظ عليها أو تحسينها من خلال تمرين الدماغ، على غرار الطريقة التي يتم بها تحسين اللياقة البدنية من خلال تمرين الجسد.
إن الدعم العلمي لمفهوم «لياقة الدماغ» محدود على الرغم من وجود أدلة قوية على أن جوانب بنية الدماغ تظل «بلاستيكية» طوال الحياة وأن المستويات المرتفعة من النشاط العقلي مرتبطة بانخفاض مخاطر الخرف الناتج من الشيخوخة. يستخدم هذا المصطلح بشكل متكرر في المؤلفات الأكاديمية، ولكنه يستخدم عادة في سياق كتب التنمية الذاتية والمنتجات التجارية.

## نظرة عامة
يعرف الاحتياطي المعرفي على أنه قدرة الشخص على تلبية المتطلبات المعرفية المختلفة للحياة ويتجلى ذلك في القدرة على استيعاب المعلومات، وفهم العلاقات، وتطوير الاستنتاجات، والخطط المعقولة. ويشمل التدريب المعرفي التدخلات التي تهدف إلى تحسين القدرات المعرفية. تتمثل إحدى الفرضيات لدعم التدريب المعرفي في أن بعض الأنشطة، التي يتم القيام بها بانتظام، قد تساعد في الحفاظ على الاحتياطي المعرفي أو تحسينه.
اعتبارًا من عام 2016، قامت الشركات التي تقدم منتجات وخدمات للتدريب المعرفي بتسويقها على أنها وسلة لتحسين النتائج التعليمية للأطفال، أما بالنسبة للبالغين فهي لتحسين الذاكرة، وسرعة المعالجة، وحل المشكلات، وحتى منع الخرف أو الزهايمر. غالبًا ما يدعمون تسويقهم من خلال النقاش حول الخلفية التعليمية أو المهنية لمؤسسيهم. بينما يدعم البعض أسلوبه بالنقاش حول علم الأعصاب - وخاصة مفاهيم المرونة العصبية ونقل التعلم، وبعض الأدلة على ذلك من التجارب السريرية. الادعاء الرئيسي الذي قدمته هذه الشركات هو أن التدريب المحدد الذي تقدمه يعمم على مجالات أخرى - الأداء الأكاديمي أو المهني بشكل عام أو الحياة اليومية.
اعتبارًا من عام 2016، كان هناك بعض الأدلة على أن بعض هذه البرامج قد حسن الأداء في المهام التي تم تدرب المستخدمين فيها، وأقل دليلًا على أن التحسينات في الأداء تتعميم على المهام ذات الصلة، ولا يوجد أي دليل على أن «تدريب الدماغ» يعمم على الأداء المعرفي اليومي؛ بالإضافة إلى أن معظم الدراسات الطبية كانت خاطئة. زاد دليل التدريب المعرفي. على سبيل المثال، في عام 2017، وجدت أكاديميات العلوم الوطنية أدلة معتدلة على قوة التدريب المعرفي كتدخل لمنع التدهور المعرفي والخرف. في عام 2018، تشمل إرشادات الأكاديمية الأمريكية لطب الأعصاب (AAN) لعلاج الضعف الادراكي المعتدل وتشمل التدريب المعرفي.

## البرامج التجارية
تأسست Cogmed في عام 2001، و Posit Science في عام 2002، وتم إصدار Brain Age لأول مرة في عام 2005،  كلهم استغلوا اهتمام المجتمع المتزايد من الناس حول علم الأعصاب، إلى جانب المخاوف المتزايدة من قبل الآباء بشأن اضطراب فرط الحركة ونقص الانتباه وغيرها من صعوبات التعلم لدى أطفالهم، بالإضافة إلى القلق بشأن صحتهم المعرفية مع تقدمهم في العمر.
شهد إطلاق Brain Age في عام 2005 تغييراً في هذا المجال، حيث تم تسويق هذه المنتجات أو الخدمات إلى مجموعات ضيقة إلى حد ما (على سبيل المثال، الطلاب الذين يعانون من مشاكل في التعلم)، ولكن تم تسويق Brain Age للجميع بميزانية إعلانية كبيرة. في عام 2005، أنفق المستهلكون في الولايات المتحدة مليوني دولار على منتجات التدريب المعرفي؛ في عام 2007 أنفقوا حوالي 80 مليون دولار.
بحلول عام 2012، كانت تبلغ صناعة برنامج «تدريب الدماغ» قيمة مليار دولار. في عام 2013، بلغ السوق 1.3 مليار دولار، وشكلت منتجات البرمجيات حوالي 55 ٪ من هذه المبيعات. بحلول ذلك الوقت، كان لدى علماء الأعصاب وغيرهم قلق متزايد بشأن الاتجاه العام نحو ما أطلقوا عليه اسم "neurofication"، و "neurohype"، و "neuromania"، وneuromyths .

## فعالية
لمعالجة المخاوف المجتمع المتزايدة فيما يتعلق بالتسويق العدواني لألعاب الدماغ عبر الإنترنت لكبار السن، نشرت مجموعة من العلماء في عام 2008 خطابًا يحذرون فيه عامة الناس من أن هناك نقصًا في الأبحاث التي تبين فعالية ألعاب الدماغ على فئة كبار السن.
في عام 2010، وجدت وكالة أبحاث الرعاية الصحية والجودة أنه لا توجد أدلة كافية للتوصية بأي طريقة لمنع العجز في الذاكرة عند التقدم بالسن أو الزهايمر. يشير التقرير المحدّث لعام 2017 إلى أدلة معتدلة القوة على التدريب المعرفي لمنع التدهور المعرفي أو الخرف. http://nationalacademies.org/hmd/reports/2017
في عام 2014، قامت مجموعة أخرى من العلماء بنشر تحذيراً مماثلاً. في وقت لاحق من ذلك العام، أصدرت مجموعة أخرى من العلماء بيانًا مضادًا،  نظمه وأشرف عليه كبير المسؤولين العلميين في Posit. قاموا بتجميع قائمة من الدراسات المنشورة حول فعالية التدريب المعرفي بين السكان والتخصصات التي يمكن الوصول إليها هنا: https://www.cognitivetrainingdata.org/studies-cognitive-training-benefits/

## التنظيم والدعاوى القضائية
ابتداءً من يناير 2015، رفعت لجنة التجارة الفيدرالية الأمريكية (FTC) دعوى على الشركات ضد الشركات التي تبيع برامج «تدريب الدماغ» أو غيرها من المنتجات التي يتم تسويقها لتحسين الوظيفة الإدراكية، بما في ذلك شركة WordSmart التي تصنع تطبيق Lumosity ومختبرات أبحاث الدماغ (التي باعت المكملات الغذائية) للإعلانات الإحتيالية؛  وفي وقت لاحق من ذلك العام رفعت لجنة التجارة الفيدرالية أيضًا دعوى قضائية ضد شركة LearningRx .
وجدت لجنة التجارة الفيدرالية أن تسويق تطبيق Lumosity «تلاعب بمخاوف المستهلكين بشأن التدهور المعرفي المرتبط بالعمر، مما يوحي إلى أن ألعابهم يمكن أن تقي من فقدان الذاكرة، والخرف، وحتى مرض الزهايمر»، دون تقديم أي دليل علمي يؤيد مزاعمها. وقد أُمِرَت الشركة بعدم تقديم أي ادعاءات بأن منتجاتها يمكنها «[تحسين] الأداء في المدرسة أو في العمل أو في ألعاب القوى» أو «[تأخير أو حماية] ضد تدهورالذاكرة المرتبط بالعمر في أو الوظائف الإدراكية الأخرى، بما في ذلك الضعف الإدراكي الطفيف، أو الخرف، أو مرض الزهايمر»، أو«[الحد] من الضعف الإدراكي الناجم عن الأوضاع الصحية، بما في ذلك متلازمة تيرنر، أو الاضطراب ما بعد الصدمة، أو اضطراب فرط الحركة الناتج عن نقص الانتباه (ADHD)، أو إصابة الدماغ المؤلمة، أوالسكتة الدماغية، أو الآثار الجانبية للعلاج الكيميائي»، دون «أدلة علمية مختصة وموثوقة»، ووافقت الشركة على دفع تسوية بقيمة 50 مليون دولار (مخفضة إلى مليوني دولار).
قالت لجنة التجارة الفيدرالية في دعوى قضائية ضد شركة LearningRx أنها كانت "تدعي بشكل خادع أن برامجها أثبتت طبياً أنها تعمل دوماً على الحالات الصحية الخطيرة مثل اضطراب نقص الانتباه وفرط الحركة، والتوحد، والخرف، ومرض الزهايمر، والسكتات الدماغية، وارتجاجات". في عام 2016، استقر LearningRx مع لجنة التجارة الفيدرالية من خلال الموافقة على عدم تقديم ادعاءات مختلف عليها ما لم تكن لديهم "أدلة علمية مختصة وموثوقة"، والتي تم تعريفها على أنها قائمة التجارب التي قام بها علماء أكفاء حيث يتم فيها اختيار عيناتها عشوائياً. " بالنسبة للعنصر النقدي للحكم، وافقت شركة LearningRx على دفع 200000 دولار من تسوية بقيمة 4 ملايين دولار.